# Hyllsjön (Hovmantorps socken, Småland)
Hyllsjön är en sjö i Lessebo kommun i Småland och ingår i Ronnebyåns huvudavrinningsområde. Sjön är 2,8 meter djup, har en yta på 0,319 kvadratkilometer och är belägen 157,1 meter över havet. Sjön avvattnas av vattendraget Fagerekeån. Vid provfiske har abborre, gädda, mört och sutare fångats i sjön.

## Delavrinningsområde
Hyllsjön ingår i det delavrinningsområde (629375-146400) som SMHI kallar för Inloppet i Öjen. Medelhöjden är 204 meter över havet och ytan är 53,72 kvadratkilometer. Det finns inga avrinningsområden uppströms utan avrinningsområdet är högsta punkten. Fagerekeån som avvattnar avrinningsområdet har biflödesordning 3, vilket innebär att vattnet flödar genom totalt 3 vattendrag innan det når havet efter 85 kilometer. Avrinningsområdet består mestadels av skog (86 procent). Avrinningsområdet har 1,5 kvadratkilometer vattenytor vilket ger det en sjöprocent på 2,8 procent.